# Vampire Kisses: Blood Relatives
 (mars 2016).
Vampire Kisses: Blood Relatives est un manga américain de REM (dessins) et Ellen Schreiber (scénario), qui est en fait l'adaptation de la série de romans Vampire Kisses d'Ellen Schreiber. 
Publié pour la première fois en novembre 2007 par Tokyopop, son troisième tome est en préparation. Il est édité en France chez Soleil.

## Résumé
Raven Madison, adolescente d'une petite ville américaine, sort avec Alexander Sterling, un séduisant vampire. Elle a trouvé le prince charmant qu'elle attendait depuis toujours. Leur pique-nique nocturne dans le cimetière communal est interrompu par la venue d'autres vampires qui pillent des tombes. Elle découvre alors que le cousin d'Alexander, Claude, est lui aussi dans le coup. Il recherche le sang de leurs ancêtres pour devenir un vampire à part entière ; comme son cousin Alexander. Va-t-il arriver à son but ?

## Personnages
- Raven Madison

C'est une adolescente de 16 ans au style vestimentaire gothique Lolita et a depuis toujours eu une passion pour les vampires, à cause de ça à Dullsville elle est rejetée par ses camarades et dite bizarre. Elle est certaine d'avoir trouvé son « prince de la nuit », Alexander Sterling, le seul problème est qu'elle doit attendre la nuit pour le voir et doit garder sa vraie identité secrète.
- Alexander Sterling

Beau et évasif, il est le vampire de l'adolescence des rêves de Raven qui vit dans un manoir sur la colline de Benson. Un artiste sensible qui sort seulement la nuit, plein d'esprit avec un sens de l'humour macabre. Et aimable et doux quand il est avec Raven, il n'hésite pas à prendre sa défense.
- Becky Miller

C'est la seule amie de Raven, elle est plus timide et réservée, elle est protégée par Raven. Becky se trouve souvent entraînée dans les mésaventures de Raven.
- Claude Sterling

C'est le cousin d'Alexander. Il est vraiment séduisant mais il a un style un peu différent de son cousin. Il a toujours détesté Alexander. Claude est un vampire hybride, c'est-à-dire qu'il est à moitié vampire et à moitié humain. Il est le chef d'une bande qui recherche des flacons cachés dans le manoir d'Alexander pour devenir de véritables vampires.
- Kat

Kat est la seule fille du  groupe de Claude. Elle affiche un look gothique lolita, elle est aussi l'ex-copine d'Alexander.
- Rocco

Rocco est le muscle de la bande de Claude. Il a toujours un bonnet.
- Tripp

Tripp est l'intello du groupe, toujours avec sa musique et son ordinateur. Mais il ne faut pas sous-estimer le mal qu'il peut propager.

## Parutions

### AuxÉtats-Unis
- Tome 1 : sorti le 9 novembre 2007 (128 pages)
- Tome 2 : sorti le 9 septembre 2008 (192 pages)
- Tome 3 : sorti le 29 septembre 2009

### En France et en Suisse
- Éditeur : Soleil
- Tome 1 : sorti le 29 mai 2009
- Tome 2 : sorti le 2 décembre 2009
- Tome 3 : Jamais paru en France et en Suisse

### Lien web
- « Vampire Kisses », sur bedetheque.com.